# Боде, Жан Мари
Жан Мари Боде (фр. Jean-Marie Beaudet; 20 февраля 1908, Тетфорд-Майнс, Квебек — 19 марта 1971, Оттава) — канадский дирижёр и пианист, продюсер на радио, музыкальный педагог, радиоведущий.
Учился в Квебеке у Альфонса Тардифа, Анри Ганьона и Роберта Толбота, в 1929—1932 гг. совершенствовался в Париже у Ива Ната (фортепиано) и Марселя Дюпре (орган). Вернувшись в Канаду, начал преподавать в Университете Лаваль и занял место органиста в церкви Святого Доминика. С середины 1930-х гг. он также концертировал как пианист и по приглашению Вильфрида Пеллетье дирижировал рядом концертов оркестра «Симфонические концерты». С 1937 г. руководил музыкальными программами Канадского радио и его оркестром, с успехом гастролировал с ним в США, в 1946 г. дирижировал программой, составленной из произведений канадских композиторов, на первом музыкальном фестивале «Пражская весна». В 1947—1952 гг. руководил классом оркестра в Монреальской консерватории, много выступая в этот период как пианист-аккомпаниатор и как оперный дирижёр. В 1953—1957 гг. Боде работал в отделении Канадского радио в Торонто, в 1957—1959 гг. был его представителем в Париже, а в 1961—1964 гг. вице-президентом. В 1969 г. Боде стал первым музыкальным руководителем Оркестра Национального центра искусств в Оттаве.